# NGC 5859
NGC 5859 é uma galáxia espiral barrada (SBbc) localizada na direcção da constelação de Boötes. Possui uma declinação de +19° 34' 55" e uma ascensão recta de 15 horas, 07 minutos e 34,9 segundos.
A galáxia NGC 5859 foi descoberta em 27 de Abril de 1788 por William Herschel.